# Лю Ся (дзюдоист)
Лю Ся (кит. 刘霞, пиньинь Liú Xiá; 6 января 1979, Циндао, Шаньдун) — китайская дзюдоистка в весовой категории до 78 кг.

## Биография
Являлась олимпийским вице—чемпионом в своей весовой категории в 2004 году в Афинах. В течение этого олимпийского турнира, Лю вышла в финал, где потерпела поражение от Норико Анно. Таким образом она получила серебряную медаль. 
В начале 2008 года она победила в двух отборочных турнирах на Олимпийских играх в Пекине.